# Carmine Preziosi

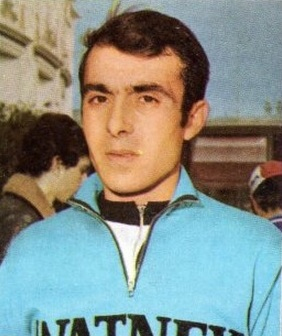
Carmine Preziosi (1972)

Carmine Preziosi (* 8. Juli 1943 in Sant’Angelo all’Esca) ist ein ehemaliger italienischer Radrennfahrer.

## Sportliche Laufbahn
Preziosi wanderte mit seiner Familie in jungen Jahren nach Belgien aus, wo sein Vater als Minenarbeiter tätig wurde. Als Amateur gewann er 1961 den Circuit du Hainaut, 1962 das Etappenrennen Triptyque Ardennais und 1963 die Rennen Brüssel–Opwijk und Grand Prix Bodson. Zudem war er auf zwei Etappen des Circuit des Mines erfolgreich.
Er wurde noch in der Saison 1963 Berufsfahrer im Radsportteam Pelforth-Sauvage-Lejeune. 1964 wurde er hinter Gianni Motta Zweiter in der Lombardei-Rundfahrt. 1965 gewann er Genua–Nizza und Brüssel–Verviers Im gleichen Jahr erzielte seinen bedeutendsten Erfolg als Profi, als er Lüttich–Bastogne–Lüttich vor Vittorio Adorni für sich entscheiden konnte. 1966 siegte er im Giro dell’Emilia und auf einer Etappe der Sizilien-Rundfahrt. 1967 gewann er die Belgien-Rundfahrt mit einem Etappenerfolg vor Hermann van Springel und erneut Brüssel–Verviers. Zudem siegte er in einer Reihe von Kriterien und Rundstreckenrennen vor allem in Belgien. 1964 beendete er die Lombardei-Rundfahrt als Zweiter.
Im Giro d’Italia 1966 wurde er 37. In der Vuelta a España wurde er 1969 56., 1970 schied er aus. 1972 beendete er seine Laufbahn.